# Bracon itinerator
Bracon itinerator är en stekelart som först beskrevs av Fabricius 1793.  Bracon itinerator ingår i släktet Bracon och familjen bracksteklar. Inga underarter finns listade.